# Windows Mobile
Windows Mobile – system operacyjny przeznaczony dla palmtopów PocketPC oraz  smartfonów. Następcą serii Windows Mobile został Windows Phone zaprezentowany 27 września 2011. Microsoft powrócił do nazwy Windows Mobile wraz z zaprezentowaniem systemu Windows 10 Mobile.
Zawiera oprogramowanie biurowe, umożliwia obsługę Internetu oraz multimediów. Dostępnych jest wiele wersji systemu, które obsługują ekrany o rozdzielczości 176x220, 240x240, 240x320 (QVGA), 320x320 (SQQVGA), 240x400 (WQVGA), 480x640 (VGA), 480x480(SQVGA) i 480x800 (WVGA). Windows Mobile i aplikacje dla niego pisane nie działają na komputerach PC (bez stosowania emulacji).

## Wersje
Wersja Windows Mobile 2003 Second Edition (inaczej 2003SE) obsługuje ekrany o rozdzielczości 320x240 i 640x480 oraz daje wybór między ustawieniem poziomym i pionowym ekranu.
Wersja Windows Mobile 5.0 (2005) (nazwa kodowa Magneto) oferuje inny niż poprzednio podział pamięci operacyjnej (RAM): już nie dzieli się ona na storage (dla plików) i program (jako pamięć operacyjna), lecz jest wykorzystywana w całości jako program. Zmiana podziału RAM zmienia wartość ROM, która musi mieć choć trochę pamięci File Store (lub iPAQ File Store, Loox File Store, Hard Disk).
Ostatnia wersja systemu – Windows Mobile 6.5.3 – została wydana 2 lutego 2010 roku.
Od wersji 7 Microsoft odszedł od nazwy Windows Mobile, zastępując ją nazwą Windows Phone; nowy system został przedstawiony na MWC 2010 w lutym w Barcelonie.
W 2015 roku Microsoft powrócił do nazwy „Mobile” prezentując system operacyjny Windows 10 Mobile, jednakże system ten nie należy do rodziny „Windows Mobile”, która oparta jest na jądrze Windows CE. Należy on do rodziny systemu Windows 10, jako część uniwersalnej platformy nazwanej „Universal Windows Platform”.

## Odmiany specjalne
Istnieją wersje przeznaczone dla PocketPC bez wbudowanego modułu GSM:
- Windows Mobile 2003
- Windows Mobile 2003SE
- Windows Mobile 5.0
- Windows Mobile 6.0 (64 MB RAM, wyświetlacz 3,5 cala)
- Windows Mobile 6.1 Classic

Istnieją wersje przeznaczone dla PocketPC z wbudowanym modułem GSM:
- Windows Mobile 2002 Pocket PC
- Windows Mobile 2003 Premium Phone edition
- Windows Mobile 2003SE Phone edition
- Windows Mobile 5.0 (Magneto) Phone edition
- Windows Mobile 6.0 Phone edition
- Windows Mobile 6.1 Professional
- Windows Mobile 6.5 Professional
- Windows Mobile 6.5.x[1] Professional (w zaawansowanej fazie rozwoju – wersja 6.5.3 build 28014)

Istnieją również wersje dla smartfonów obsługujące ekrany 176x220 oraz 240x320 bez ekranu dotykowego:
- Smartphone 2002
- Windows Mobile 2003 for Smartphone
- Windows Mobile 2003SE for Smartphone
- Windows Mobile 5.0 for Smartphone
- Windows Mobile 6.0 for Smartphone
- Windows Mobile 6.1 Standard